# 8065 Находкін
8065 Находкін (8065 Nakhodkin) — астероїд головного поясу, відкритий 31 березня 1979 року.
Тіссеранів параметр щодо Юпітера — 3,626.